# بان سولاب شيرزاد (مقاطعة دالاهو)
بان‌سولاب شيرزاد (بالفارسية: بان‌سولاب شیرزاد) هي قرية تقع في كرمانشاه في إيران. يقدر عدد سكانها بـ 27 نسمة .